# Reggae Sunsplash
Il Reggae Sunsplash è un festival di musica Reggae nato nel 1978 nella parte settentrionale della Giamaica. Nel 1985 si è ampliato con l'aggiunta di un festival itinerante internazionale. Il festival si è svolto ogni anno fino al 1996, con un evento finale nel 1998, per essere poi ripreso nel 2006.

## Storia
Il Reggae Sunsplash festival è nato per opera di quattro giamaicani - Tony Johnson, Don Green, Ronnie Burke e John Wakeling. I quattro fondatori hanno creato una società denominata Synergy Productions Ltd, incaricata di promuovere e produrre il festival Reggae Sunsplash.
Il primo Reggae Sunsplash festival si è svolto al Jarrett Park, Montego Bay, in Giamaica, nel giugno del 1978 : iniziato al tramonto, è proseguito fino all'alba per sette giorni. È stato classificato come "il più grande festival reggae nella storia del mondo". Il festival ha introdotto il concetto di musica e di viaggio come una spinta al turismo in Giamaica.  . Prima dell'avvento del Reggae Sunsplash, gli hotel in Giamaica sono stati tradizionalmente chiusi durante il periodo estivo.  I quattro soci fondatori hanno dato continuità al festival per molti anni, creando con successo un'inedita stagione turistica estiva in Giamaica. Il successo del Reggae Sunsplash ha dato vita ad un'ondata di altri festival musicali annuali in Giamaica e nelle isole dei Caraibi. La popolarità del festival ha anche portato ad una riduzione delle camere d'albergo, lasciando posto ad una tradizione di campeggio sulle spiagge locali.
Per promuovere in Europa la Giamaica come meta turistica e di viaggio, il Jamaica Tourist Board ha invitato, nel 1983 la band tedesca Supermax per l'apertura del festival annuale a Montego Bay. Intelligentemente sono stati invitati anche alcuni giornalisti tedeschi affinché riferissero non solo sul festival, ma anche sul lato "soleggiato" della Giamaica.
Dal 1981 i festival sono stati filmati e registrati, con diversi video ed album pubblicati; il primo fu Reggae Sunsplash '81: Tribute to Bob Marley, pubblicato dalla Elektra Records.  Dal 1987 il festival ha incluso un evento di Sound Clash, con i finalisti provenienti da una competizione di Sound System nazionali.  Il festival è stato inoltre ampliato per includere una 'oldies night' con le star della musica giamaicana delle epoche passate. Per molti anni il festival è stato condotto da Tommy Cowan.
Nel 1984 il festival Reggae Sunsplash si ampliato in eventi internazionali con un festival di un giorno al Crystal Palace di Londra. Nel 1985 viene lanciato il Reggae Sunsplash World tour negli Stati Uniti e in Giappone e, negli anni successivi, la tournée ha percorso Nord America, Europa, Sud America e l'Estremo Oriente. Nel 1991 è stata introdotta la 'Caribbean Night' con altra musica caraibica come la Soca, e l'anno seguente gli orizzonti del festival sono stati ulteriormente aumentati con l'aggiunta di una 'World Beat Night' con musica dal mondo.
Mentre il festival era diventato estremamente popolare, la Giamaica si apriva a nuovi mercati mondiali turistici e attirava milioni di dollari di valuta estera nel paese, non vi era comunque stato un successo finanziario, in gran parte a causa della mancanza di sponsorizzazione o sostegno del governo. Nel 1995 il Presidente del Consiglio di Promozione Turistica della Giamaica, operante attraverso una società denominata Radobar Holdings Ltd, ha offerto assistenza finanziaria in cambio di partecipazione nella Synergy Productions, società fondatrice del Reggae Sunsplash. L'offerta iniziale non fu mai consumata e con una rivendicazione la Radobar Holdings ha annunciato la costituzione di una società denominata "Reggae Sunsplash International in Jamaica" e ha proceduto con l'ostile rilevazione del festival Reggae Sunsplash. Il primo tentativo nel 1996 di svolgere il Reggae Sunsplash senza la Synergy Productions, i proprietari originali, è stato un disastro finanziario per i nuovi pretendenti. Nel 1997 il Reggae Sunsplash festival è stato rinviato fino al 1998 per la concomitanza con le celebrazioni della nascita di Bob Marley, ma le perdite finanziarie aumentarono. Tentativi più futili di riconquistare lo spirito originario del festival Reggae Sunsplash non furono mai più replicati dal Radobar Group.
Il festival è stato rimesso in vita dalla famiglia Johnson nel 2006, ma non ha avuto successo..
Il festival internazionale itinerante, tuttavia, è continuato.
John Wakeling e Tony Johnson, due dei direttori fondatori, sono morti.
Con la scomparsa di Tony Johnson alcuni individui hanno cercato, senza successo, di rivendicare i diritti del festival e chiunque ha fallito nel tentativo di ritrovare lo spirito originale del leggendario Reggae Sunsplash. Don Green Ronnie Burke sono i due rimanenti fondatori ancora in vita.

## Date e luoghi
- 1978: 23-30 Giugno, Jarrett Park, Montego Bay
- 1979: 3-07 luglio, Jarrett Park, Montego Bay
- 1980: 02-05 luglio, Ranny Williams Entertainment Center, Kingston
- 1981: 4-8 agosto, Jarrett Park, Montego Bay
- 1982: 03-07 agosto, Jarrett Park, Montego Bay
- 1983: 28 giugno - 2 luglio, Bob Marley Center, Montego Bay
- 1984: 7-11 agosto Jarrett Park, Montego Bay
- 1985: 6-10 agosto, Jarrett Park, Montego Bay
- 1986: 26-30 agosto: Jarrett Park, Montego Bay
- 1987: 18-22 Agosto, Bob Marley Center, Montego Bay
- 1988: 15-22 Agosto, Bob Marley Center, Montego Bay
- 1989: 14-19 agosto, Bob Marley Center, Montego Bay
- 1990: 16-21 LUGLIO, Bob Marley Center, Montego Bay
- 1991: 26-31 luglio, Bob Marley Center, Montego Bay
- 1992: 03-08 agosto, Bob Marley Center, Montego Bay
- 1993: 03-07 AGOSTO, Jamworld, Portmore
- 1994: 01-06 agosto: Jamworld, Portmore
- 1995: 12-14 luglio, Dover, San Ann Parish
- 1996: agosto 01-4, Chukka Cove, St. Ann
- 1998: Febbraio 05-08, Reggae Park, St. Ann[1]
- 2006: 3-6 agosto, Richmond Estate, Priorato, St. Ann[2][6]

## Album
- Big Youth - Live At Reggae Sunsplash (1983), Sunsplash/Trojan
- Chalice - Live At Reggae Sunsplash (1982), Pipe Music
- Yellowman - Live At Reggae Sunsplash (1982), Sunsplash
- Eek-A-Mouse & Michigan & Smiley - Live at Reggae Sunsplash (1983), Sunsplash
- The Gladiators & Israel Vibration - Live at Reggae Sunsplash (1983), Sunsplash
- Toots & the Maytals - Live At Reggae Sunsplash (1983), Sunsplash
- The Twinkle Brothers - Live At Reggae Sunsplash 82 (Since I Throw The Comb Away), (1983), Sunsplash
- The Mighty Diamonds & Mutabaruka - Live At Reggae Sunsplash, Genes

## Video
- Reggae Sunsplash Dancehall 88, Charly (VHS)
- Reggae Sunsplash - 10th Anniversary Of Reggae Sunsplash - Dancehall X, Charly (VHS)
- Reggae Sunsplash Dancehall '89 (1990), Charly (VHS)
- Reggae Sunsplash '90, Variety Night, Charly (VHS)
- Reggae Sunsplash Dancehall Special, Charly
- Reggae Sunsplash Music Festival - Best Of Sunsplash 1991 (1992), Warner Music Vision (VHS)
- All Time Best of Reggae Sunsplash Music Festival (1993), Warner Music Vision (VHS)
- Reggae Sunsplash II (2003), Columbia (DVD)
- Cool Runnings: The Reggae Movie (2005), Xenon (DVD)
- The Best Of Reggae Sunsplash (2006), 4digital (DVD)